# La finestra sul cortile
La finestra sul cortile (Rear Window) è un film del 1954 diretto da Alfred Hitchcock, tratto dall'omonimo racconto di Cornell Woolrich.
Considerato uno dei grandi capolavori della storia del cinema, nel 1997 è stato scelto per la conservazione nel National Film Registry della Biblioteca del Congresso degli Stati Uniti. Nel 1998 l'American Film Institute l'ha inserito al quarantunesimo posto della classifica dei migliori cento film statunitensi di tutti i tempi, mentre dieci anni dopo, nella lista aggiornata, è sceso al quarantottesimo posto.
Fu presentato alla serata inaugurale della 15ª Mostra internazionale d'arte cinematografica di Venezia del 1954.

## Trama
New York: un fotoreporter di successo, L.B. "Jeff" Jefferies, è costretto su una sedia a rotelle da quasi due mesi a causa di una frattura alla gamba sinistra riportata in un incidente di lavoro. Il gesso è prossimo alla rimozione ma deve attendere ancora una settimana. Annoiato per la forzata inattività inizia a osservare i suoi vicini di casa, servendosi di un binocolo e della propria macchina fotografica con teleobiettivo. A causa dell'afa persistente tutti gli abitanti del quartiere tengono le finestre spalancate giorno e notte e ciò permette a Jeff di guardare ciò che succede all'interno dei loro appartamenti. 

Jeff e Lisa in una scena del film

Nel frattempo la sua fidanzata, Lisa Freemont, una sofisticata ragazza dell'alta società e indossatrice non professionista, si reca regolarmente a fargli visita, sfruttando l'occasione per insistere amabilmente con Jeff sul loro matrimonio e sulla possibilità di fargli aprire uno studio professionale, in modo da averlo vicino e non più in giro per il mondo. Il reporter, però, giudicando incompatibili i loro due stili di vita, vorrebbe mantenere la loro relazione così com'è, immaginando che in qualsiasi altro modo essa sarebbe destinata al naufragio. Nel frattempo Jeff è assistito dalla brillante, simpatica e sarcastica infermiera di mezz'età Stella, la quale non approva che egli spii continuamente i suoi vicini e inoltre gli consiglia di sposarsi il prima possibile con Lisa poiché lei lo ama veramente.
Jeff intanto continua a osservare gli eventi che si svolgono negli appartamenti di fronte al suo e che si affacciano sullo stesso cortile, familiarizzando con i movimenti quotidiani degli inquilini: una coppia sposata da pochi giorni, una ballerina piuttosto procace, un compositore in crisi, una coppia senza figli che ha riversato il proprio affetto su un cagnolino, una zitella dal cuore solitario (detta Miss Cuore Solitario), una single con manie d'arte e una coppia di coniugi in crisi matrimoniale, i Thorwald, che hanno preso un appartamento in affitto da pochi mesi nella palazzina di fronte alla casa di Jeff.

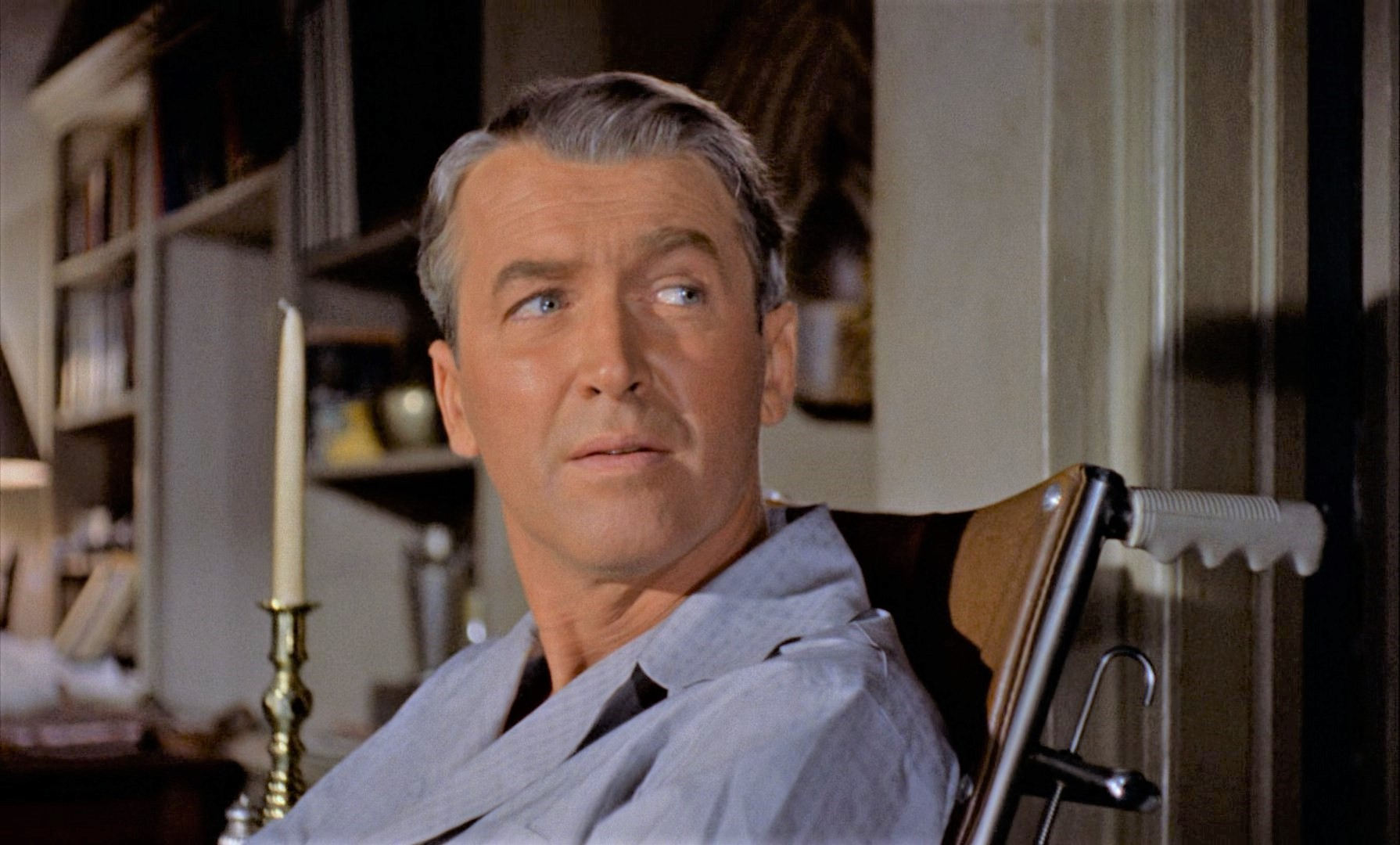
James Stewart interpreta Jeff

Una sera Jeff sente un urlo di donna e da quel momento inizia a prestare particolare attenzione agli strani movimenti che si verificano nell'appartamento dei Thorwald, al punto da convincersi che Lars Thorwald abbia ucciso la moglie e ne abbia sezionato e fatto sparire il cadavere. L'improvvisa assenza da casa della signora Thorwald (fino a poco prima a letto malata), le tapparelle improvvisamente abbassate delle finestre, il viavai notturno di Thorwald dall'appartamento, i gioielli della moglie compresa la sua fede nuziale da lui radunati e l'armeggiare con un coltello e una sega, sono tutti indizi che insospettiscono Jeff, il quale inizia una vera e propria indagine personale, aiutato da Stella, subito incuriosita dal misterioso caso, e dallo scettico amico investigatore Thomas J. Doyle. Lisa, anche lei inizialmente scettica e soprattutto preoccupata per l'eccessivo coinvolgimento con il quale Jeff spia i vicini, a poco a poco si convince che egli ha ragione e decide di aiutarlo. Jeff si insospettisce ancora di più quando vede il cagnolino della coppia senza figli che abita sopra i Thorwald andare ad annusare e a scavare la terra in un angolo dell'aiuola fiorita curata da quest'ultimo. Oltretutto l'uomo sta mano a mano facendo i bagagli e radunando le proprie cose per lasciare la casa.
Tuttavia, Doyle è convinto che Jeff abbia fatto un buco nell'acqua e che Anna Thorwald abbia semplicemente lasciato il marito. Rimproverati dal detective, dopo che questi è andato via Jeff e Lisa sono quasi convinti a lasciar perdere, ma la stessa sera il cagnolino viene rinvenuto in cortile morto strozzato: quando la padrona lo nota e comincia ad urlare, tutti i vicini si precipitano alla finestra per vedere cosa è successo tranne Thorwald che, seduto nel buio del suo appartamento, fa luccicare il sigaro.
Jeff a questo punto non ha più dubbi sulla colpevolezza di Thorwald e, la sera dopo, chiede a Lisa di infilare una nota sotto la sua porta con scritto sopra “Che ne hai fatto di lei?”, così da poter osservare la reazione dell'uomo nel leggerla. Inoltre Jeff, confrontando alcune diapositive fatte qualche giorno prima, nota che alcuni fiori dell'aiuola sono più bassi rispetto a com'erano in precedenza. Insieme a Lisa e Stella sospetta che Thorwald possa averli tolti e successivamente ripiantati per poterci seppellire sotto la propria moglie e che abbia ucciso il cagnolino per impedirgli di portarla alla luce, scavando.
Lisa e Stella decidono così di andare in cortile ad esaminare l'aiuola. Jeff inizialmente è contrario per paura che possa succedere loro qualcosa di brutto ma, capendo che è ormai vicino a risolvere il mistero, decide di andare fino in fondo e perciò cambia idea. Telefona perciò a Thorwald per farlo uscire dal proprio appartamento e lasciare via libera alle due donne.
Quando Thorwald lascia la casa, Lisa e Stella scavano nell'aiuola senza però trovare nulla. Lisa allora decide di arrampicarsi fin sopra l'appartamento di Thorwald per cercare indizi penetrando attraverso una finestra aperta. Quest’ultimo però poco dopo rientra e sorprende Lisa. Jeff chiama la polizia, che fortunatamente arriva in tempo per arrestarla, salvandola dall'uomo. Con la polizia presente, Jeff nota che Lisa tiene le mani dietro la schiena, esibendo la fede nuziale della moglie di Thorwald. Ma anche lo stesso Thorwald nota che Lisa sta facendo delle segnalazioni a qualcuno e, guardando oltre la finestra, scorge Jeff e Stella.
Jeff, fermamente convinto della colpevolezza dell'uomo, telefona a Doyle mentre Stella si reca alla centrale di polizia per pagare la cauzione di Lisa, lasciando Jeff da solo. Quest'ultimo si rende però conto che Thorwald, una volta smascheratolo, si sta recando da lui. Quando l'uomo entra e si avvicina a Jeff, costretto immobile sulla sedia, il fotografo fa scattare ripetutamente il flash, accecandolo temporaneamente. Thorwald afferra Jeff, che urla per richiamare l'attenzione dei vicini, e lo spinge verso la finestra aperta. Dopo una breve colluttazione, Jeff cade al suolo, ma l'impatto è attutito da alcuni poliziotti giunti nel frattempo. Altri esponenti delle forze dell'ordine arrestano Thorwald, che confessa l'omicidio della moglie: l'ha fatta a pezzi e ne ha sparso i resti lungo il corso di un fiume, mentre altri li ha sotterrati nell'aiuola. Poi, una volta che il cane con il suo fiuto andando a scavare aveva scoperto i resti o quasi, dopo aver ucciso quest'ultimo, li aveva dissotterrati e messi in una cappelliera.
Diversi giorni dopo, si vede Jeff che riposa beatamente sulla sedia a rotelle con entrambe le gambe ingessate. L'appartamento dove vivevano i Thorwald è stato nel frattempo completamente sgomberato e ci sono degli imbianchini che stanno riverniciando le pareti. Nel resto del vicinato la vita va avanti: Cuore Solitario parla con il compositore nell'appartamento di quest'ultimo, il fidanzato della ballerina è tornato dall'esercito, la coppia del cagnolino ucciso lo ha sostituito con uno nuovo e i freschi sposi litigano. Nell'ultima scena si vede infine Lisa distesa vicino a Jeff che legge, per compiacerlo, un libro sui viaggi all'estero, ma - una volta che lui si è assopito - lo sostituisce prontamente con una rivista di moda.

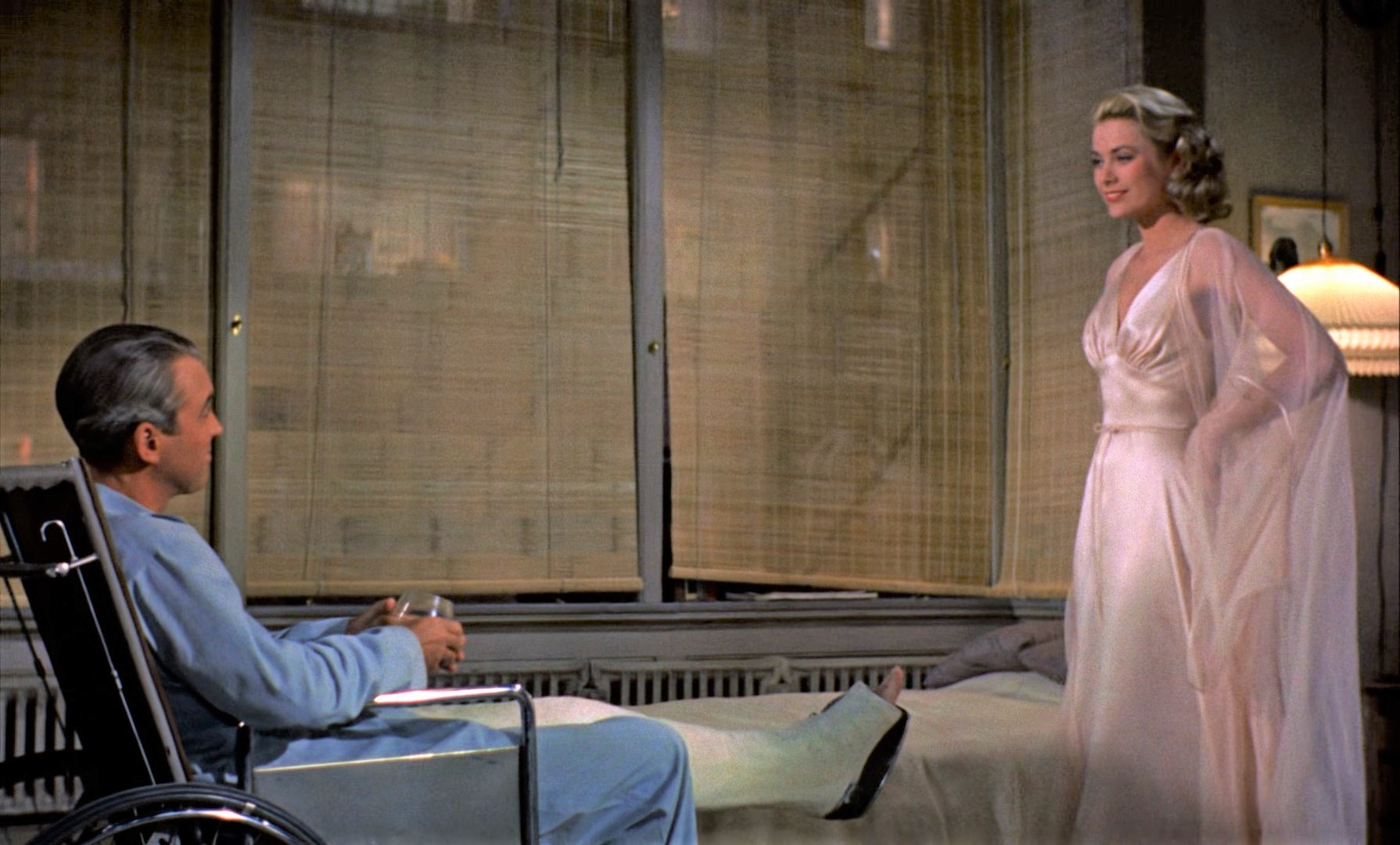
James Stewart e Grace Kelly

## Produzione

### Colonna sonora
Singolare, in quel periodo, è l'assenza di una vera e propria colonna sonora originale. A eccezione del brano jazz che accompagna i titoli di testa, inteso a creare l'atmosfera di Greenwich Village negli anni cinquanta, composto da Franz Waxman, tutti i brani, tra i quali meritano una citazione Lisa e That's Amore, furono scelti da Alfred Hitchcock nel catalogo della Paramount. Gran parte di essi, come degli altri effetti sonori, fu registrata in presa diretta, per restituire più fedelmente la loro percezione dall'appartamento di Jeffries. Hitchcock aveva anche pensato ad una canzone che il compositore in crisi avrebbe sviluppato nel corso del film dalla prima incerta melodia fino alla canzone finita e riprodotta da un disco nella sequenza finale, ma la cosa non andò in porto, e ne rimase molto deluso.

### Set cinematografico
Notevole fu lo sforzo produttivo per la costruzione del set. Le non eccezionali dimensioni dei teatri di posa della Paramount imposero la ristrutturazione del seminterrato per sistemarvi il giardino interno e il pianoterra del complesso in cui si svolge l'intera vicenda.

### Fotografia
Per quanto riguarda la fotografia, la necessità di illuminazione contemporanea di un gran numero di interni, fu affrontata mediante l'allestimento di quattro sistemi di illuminazione per il mattino, il pomeriggio, il crepuscolo e la notte.

### Sequenza della pioggia
I due coniugi che, per sfuggire il caldo, dormono fuori, si trovano a bisticciare con il materasso nel tentativo di rientrare velocemente in casa. Alfred Hitchcock aveva a disposizione una radio per comunicare con tutti gli attori del set, collegati a lui con un auricolare nascosto in un orecchio. Prima di dare il via a questa scena chiese ai due attori di levarsi a turno l'auricolare e li istruì perché ognuno di loro cercasse di rientrare nella casa attraverso un diverso ingresso. In questo modo, la scena risultò perfettamente autentica, poiché ognuno dei due non sapeva che l'altro doveva agire in modo da contrastarlo.

### Cameo
Alfred Hitchcock fa la sua tradizionale breve apparizione nei panni di un amico del compositore vicino del protagonista, mentre sistema un orologio da mobile.

## Accoglienza

### Critica
- «Una metafora del cinema» è definito da Claude Beylie[1] che riprende il giudizio già espresso da Noel Simsolo: «Rear Window è una riflessione sul cinema, sullo spettatore, sulla vita».[8]
- «Certo è uno dei film più profondi di Hitchcock, ma una dimensione profonda accompagnata dall'incessante ironia del tono. [...] Il tema centrale riguarda l'essenza stessa del cinema: la visione, lo spettacolo». (Rohmer-Chabrol)[9]
- «Non tanto il voyeurismo, né come patologia, né come sostituzione metaforica presente nella condizione esistenziale umana, è ciò di cui tratta il film, come sostiene certa critica, ma la visione, in tutta l'ampiezza e la complessità dei sensi del termine.» «La vita e il teatro, la fotografia e il cinema, gli occhi e il cannocchiale, la macchina fotografica e la cinepresa, ma anche la negazione del vedere: l'accecamento dell'omicida con i flash, il sonno che ogni tanto chiude gli occhi a Jeff.» (Simonelli)[2]
- «Un calibratissimo mix di suspense, humour e acuta osservazione delle debolezze umane». (Mereghetti)[10]
- «Film semplicissimo e geniale La finestra sul cortile si situa ai vertici dell'arte hitchcockiana e - possiamo dirlo con estrema tranquillità - della storia del cinema moderno». (Bruzzone)[11]
- «Si tratta di un film corale, in cui diverse storie minori procedono parallelamente per interagire, alla conclusione, con la trama principale.» (Farinotti)[12]
- «La finestra sul cortile si presta a così tante interpretazioni (il mito della caverna di Platone, il teatro filmato, uno schermo sul quale si proietta l'inconscio, un film e il suo regista, una favola ironica su Dio e le sue creature) da far dimenticare cosa offrisse al pubblico nel 1954». (Krohn)[13]

## Tecnica cinematografica

### Economicità
«Lo stile estremamente sobrio agisce come una pentola a pressione, perché nulla viene disperso in pezzi di bravura o virtuosismi».

### Una sfida tecnica
Hitchcock racconta: «Una sola immensa scenografia e tutto il film visto attraverso gli occhi dello stesso personaggio».
Unica eccezione: il regista dà la visione d'insieme della scenografia nel momento più drammatico, quando la padrona del cane, scoprendo che gliel'hanno ucciso, grida e tutti gli inquilini si affacciano a vedere che cosa accade: la macchina da presa è collocata nel cortile che è visto sotto diverse angolazioni e la scena diventa puramente oggettiva.

### La soggettiva
Il film è una vera e propria "apoteosi della soggettiva", che viene elaborata in molte versioni diverse, dalla panoramica attraverso la finestra, all'effetto cannocchiale, dal raccordo sull'asse allo zoom.

### Protagonista, spettatore, regista
Il protagonista, come lo spettatore al cinema, si trova in una condizione di scarsa mobilità (la sedia a rotelle come la poltroncina) e sovrapercezione. Jeff, come lo spettatore, deve guardare una serie di indizi lontani e parziali, collegandola formulando ipotesi e facendosi idee sui personaggi. Le soggettive che rendono lo sguardo di Jeff sono simboli del lavoro mentale dello spettatore.
Jeff è anche «un doppio del regista che costruisce la storia e il taglio delle scene a partire da una serie di immagini o di sequenze estratte dallo spettacolo del cortile - e cioè della vita».

### Coinvolgimento schermo-platea
«Massimo caso nella storia della fiction cinematografica di coinvolgimento schermo-platea»: nella sequenza in cui l'assassino si accorge di essere stato scoperto guarda direttamente nella macchina da presa e vedendo Jeff vede ognuno degli spettatori che si sono fino a quel momento identificati con il protagonista.

### Teatro
Le finestre possono essere paragonate anche al palcoscenico di un teatro, in cui la tenda funge da sipario che dovrebbe impedirci di vedere ciò che non deve essere reso pubblico.

### Uso del linguaggio cinematografico
«Formidabile esercizio tecnico: la profondità di campo è curata al millimetro, le panoramiche di 180 gradi risultano scultoree, l'avvicinarsi dei volti per un bacio è scandito da impercettibili pulsazioni dell'immagine».

### Tecnica narrativa
Il regista racconta col semplice uso dei movimenti di macchina: «Si parte dal cortile addormentato, si passa sul viso di James Stewart che suda, sulla sua gamba ingessata, poi su un tavolo dove si vede la macchina fotografica rotta e una pila di riviste; sul muro si vedono delle foto di automobili da corsa che si capovolgono.» (Truffaut). Senza parole lo spettatore apprende chi è il protagonista, che mestiere fa e come si è rotto la gamba.

### Finale
Il finale è ironico: il regista mostra il protagonista assopito, come nella inquadratura iniziale, ma ora ha tutte e due le gambe ingessate. L'aver indagato sull'omicidio l'ha esposto a correre dei rischi e la caduta dalla finestra da cui aveva spiato è una specie di nemesi per la sua curiosità, ma «il pubblico stesso resta "punito", insieme al protagonista, e ammonito a non fidarsi troppo di quella piacevole vertigine che è lo schermo cinematografico contemplato dall'oscurità confortevole e complice, ma precaria, della sala cinematografica».

## Distribuzione

### Edizione italiana
Il primo doppiaggio italiano del film fu eseguito dalla C.D.C.; la stessa società si occupò anche di ridoppiare il film per la riedizione del 1984, sotto la direzione di Manlio De Angelis, a causa dell'irreperibilità dell'audio d'epoca. Contestualmente furono ritradotti (con maggiore fedeltà all'edizione originale, seppur anche con alcune modernizzazioni) anche i dialoghi. Il doppiaggio originale fu poi recuperato per la proiezione nella rassegna Doppio Cinema a Milano il 1º maggio 2004, ma nelle distribuzioni ufficiali si è continuato a utilizzare il ridoppiaggio.
Il 22 novembre 2019 la A&R Productions pubblicò il film in DVD-Video con il doppiaggio originale, sebbene esso nei primi 40 minuti sia caratterizzato da alcuni buchi audio dovuti al danneggiamento della pellicola (tali scene vengono presentate in inglese sottotitolato). Questo DVD è andato fuori catalogo dopo appena pochi giorni. Dal 30 aprile 2021 il doppiaggio d'epoca viene utilizzato per la trasmissione televisiva del film sulle reti Mediaset, impiegando il ridoppiaggio solo per i buchi audio.

## Riconoscimenti
- 1955 - Premio Oscar
  - Candidatura al miglior regista a Alfred Hitchcock
  - Candidatura alla miglior sceneggiatura non originale a John Michael Hayes
  - Candidatura alla miglior fotografia a Robert Burks
  - Candidatura al miglior sonoro a Loren L. Ryder
- 1955 - Premio BAFTA
  - Candidatura al miglior film
- 1954 - National Board of Review Award
  - Miglior attrice protagonista a Grace Kelly
- 1954 - New York Film Critics Circle Award
  - Miglior attrice protagonista a Grace Kelly

- 2001 - DVD Exclusive Award
  - Miglior documentario originale DVD a Laurent Bouzereau
- 1955 - Directors Guild of America
  - Candidatura DGA Award a Alfred Hitchcock
- 1955 - Edgar Award
  - Migliore sceneggiatura a John Michael Hayes
- 2005 - Satellite Award
  - Candidatura al Miglior DVD
- 1955 - Writers Guild of America
  - Candidatura WGA Award a John Michael Hayes

## Remake
Il 22 novembre 1998 fu trasmesso sulla rete televisiva ABC un remake omonimo del film, con una trama aggiornata in cui il protagonista (interpretato da Christopher Reeve) è paralizzato e vive in una casa altamente tecnologica. Il film rappresentò il ritorno sugli schermi di Reeve, dopo essere rimasto a sua volta paralizzato in un incidente a cavallo nel 1995, e fu l'ultimo lungometraggio da lui interpretato. Il resto del cast è composto da Daryl Hannah, Robert Forster, Ruben Santiago-Hudson e Anne Twomey.